# Alrededor de la Luna
Alrededor de la Luna (Autour de la Lune) es una novela del escritor francés Julio Verne, aparecida de manera seriada en el "Journal des débats politiques et littéraires" desde el 4 de noviembre hasta el 8 de diciembre de 1869 y publicada el 13 de enero de 1870. Luego fue editada junto con "De la Tierra a la Luna", novela de la que es continuación, el 16 de septiembre de 1872.
En esta historia se describen con lujo de detalles las peripecias de los tres exploradores Impey Barbicane, Nicholl y Miguel Ardan, que viajan a la Luna en una bala de cañón hueca, y cómo logran regresar a la Tierra.

## Personajes principales
- Impey Barbicane
- Nicholl
- Miguel Ardan
- J.T. Maston

## Argumento
Julio Verne narra las aventuras de los pasajeros instalados dentro de una bala gigante que los lleva hacia la Luna. Mientras en "De la Tierra a la Luna" se dedica a explicar minuciosamente cómo unos emprendedores planean y ejecutan todos los preparativos para un viaje hacia la Luna en una bala de cañón, en "Alrededor de la Luna" describe el transcurso de ese viaje.
El viaje se realiza durante la luna llena y, aunque la idea de los tripulantes era aterrizar en el satélite, pronto se dan cuenta de que están atrapados orbitando alrededor de él. Hacen conjeturas sobre la posibilidad de vida selenita, y después de comprobar que en el lado de la Luna que siempre mira a la Tierra, ampliamente explorado por los telescopios de la época, no hay indicio de vida, se internan en el otro lado. Como todo esto transcurre durante la luna llena, el lado oculto se encuentra absolutamente a oscuras. Sin embargo, estalla un bólido que hace posible, apenas por unos instantes, ver bien la superficie lunar de cerca, y los personajes se dan cuenta de que, en el pasado, la Luna tuvo continentes, ciudades y vida selenita que luego sería destruida.
Tras dar la vuelta a la Luna deciden utilizar los cohetes que tenían en la parte posterior de la bala (que originalmente planeaban usar para amortiguar su alunizaje) para neutralizar la inercia del proyectil y caer en el satélite. Su proyecto no funciona y caen hacia la Tierra.  El mar amortigua el impacto y son rescatados por la marina estadounidense.

## Capítulos
I Tomando posiciones.
II La primera media hora.
III Instalación.
IV Un poco de álgebra.
V Los fríos del espacio.
VI Preguntas y respuestas.
VII Un momento de embriaguez.
VIII A setenta y ocho mil ciento catorce leguas.
IX Consecuencias de una desviación.
X Los observadores de la Luna.
XI Fantasía y realidad.
XII Detalles orográficos.
XIII Paisajes lunares.
XIV La noche de 354 horas.
XV Hipérbola y parábola.
XVI El hemisferio meridional.
XVII Tycho.
XVIII Cuestiones graves.
XIX Lucha contra lo imposible.
XX Los sondeos de la Suskehhana.
XXI Llamamiento de J. T. Maston.
XXII El salvamento.
XXIII Conclusión.

## Comentarios
- Con los conocimientos científicos de la época se podía saber teóricamente cómo podría ser este viaje y, efectivamente, Julio Verne no deja pasar detalle alguno. El hecho de que los objetos arrojados fuera de la nave la persiguen indefinidamente, la importancia del Sol a la hora de calentar la nave, la falta de gravedad, la supraventilación que se produce por un descuido y lleva a todos a tener un ataque de euforia debido al exceso de oxígeno, etc., reflejan el empeño del autor en crear una historia verosímil.

- En la época, según se puede apreciar por los comentarios de los personajes, se hacían conjeturas sobre la posibilidad de existencia de atmósfera atrapada en la cara oculta de la Luna. En el lado visible, dada la falta de refracción, se creía saber que no había. Hoy en día se sabe que la Luna sí tiene atmósfera, sólo que muy tenue.

- Miguel Ardán, el personaje más idealista de los tres protagonistas, es a quien se le ocurre utilizar los cohetes con los que está equipada la nave, con el fin de caer en la luna. Asimismo, es este poco instruido personaje quien sugiere la posibilidad de que los cráteres lunares y sus grietas circundantes sean en realidad fruto de impactos de meteoritos, teoría que es rápidamente descartada por sus más cultivados compañeros, quienes sin aportar realmente argumentos en contra, se limitan a sosterner que dichos cráteres se deben a la actividad de antiguos volcanes y a cambios bruscos de temperatura, de acuerdo con las creencias de la época.

- Una tercera aparición del Gun Club se da en la historia "El secreto de Maston" (1889): en esa ocasión, el protagonista es el secretario del Club: J. T. Mastón. En esa historia, el Gun Club se propone modificar el eje de la Tierra para hacer cultivables las regiones polares.

## Adaptaciones

### Cine
- 1958: "De la Tierra a la Luna" ("From the Earth to the Moon").From the Earth to the Moon (film) Estados Unidos.
  - Guion: Robert Blees, James Leicester.
  - Dir.: Byron Haskin.
  - Int.: Joseph Cotten, George Sanders, Debra Paget, Don Dubbins.
  - Basada en las dos novelas de Verne "De la Tierra a la Luna" y "Alrededor de la Luna".